# Delta caffer
Delta caffer är en stekelart som först beskrevs av Carl von Linné.  Delta caffer ingår i släktet Delta och familjen Eumenidae. Inga underarter finns listade i Catalogue of Life.